# Le Pré-Saint-Gervais
Le Pré-Saint-Gervais (lokalno zgolj Le Pré) je vzhodno predmestje Pariza in občina v  departmaju Seine-Saint-Denis osrednje francoske regije Île-de-France. Leta 1999 je imelo naselje 16.377 prebivalcev.
Le Pré-Saint-Gervais je uradno najgosteje naseljena občina v Evropi.

## Geografija
Le Pré-Saint-Gervais je s 70 ha najmanjša francoska občina, sezidana na severni strani griča Belleville ob meji s pariško občino. Na severu in zahodu meji na Pantin, na jugu pa na Les Lilas.

## Administracija
Le Pré-Saint-Gervais skupaj z občino Les Lilas sestavlja kanton Les Lilas, le-ta pa je sestavni del okrožja Bobigny.

## Zgodovina
1. januarja 1860 je s širitvijo pariških meja občina izgubila precejšen del ozemlja, ki je postal del 19. okrožja.

## Pobratena mesta
- Giengen an der Brenz (Nemčija);